# Interregnum

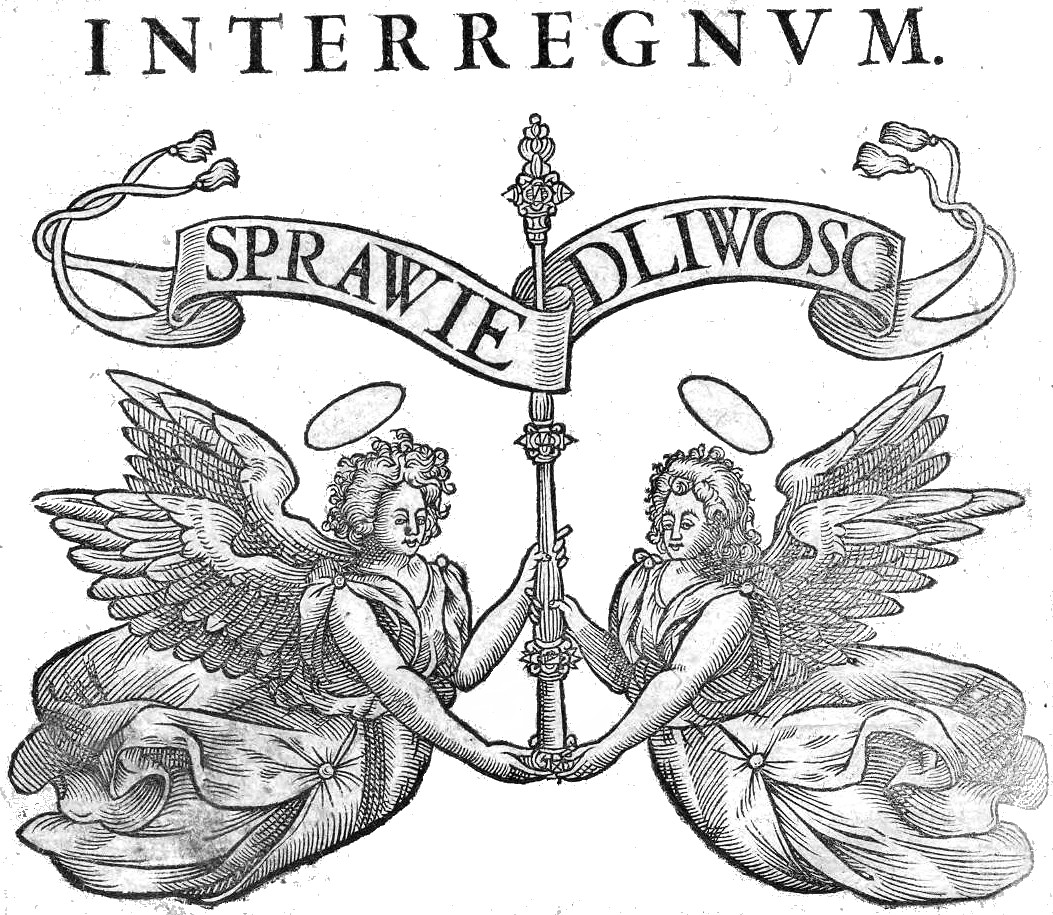
Interregnum v Polsku

Interregnum čili mezivládí (z lat. inter- mezi a regnum vláda) je období, kdy původní mandát k vládnutí (resp. obecněji výkonu určité funkce) již zanikl a nový dosud nevznikl. V církevním prostředí se v obdobném smyslu užívá i termínu sedisvakance (z lat. vacatio sedis, doslovně „uprázdnění stolce“).

## Charakteristika
Interregnum může vyvolat určitou nejistotu o kontinuitě výkonu a směřování vlády a z toho vyplývající nestabilitu, proto obvykle existují snahy o jeho vyloučení či alespoň zkrácení na minimum.
Moderní monarchie často pro tento účel v případě panovníka aplikují maximu Král je mrtev, ať žije král, která vyjadřuje nastoupení vlády původního dědice trůnu již okamžikem smrti jeho předchůdce (a tedy bez jakékoli prodlevy) a nikoli pozdějším formálním tvrzením nebo korunovací — „úřad“ vládce přetrvává bez ohledu na osud jednotlivce.
Ve volebních monarchiích se zpravidla užívá institutu zvláštního regenta (interrex) vykonávajícího potřebné pravomoci do nástupu nové hlavy státu (typicky v období volební monarchie polské byl takovýmto regentem arcibiskup hnězdenský).
Obdobnou úpravu lze ovšem nalézt i v republikách — např. podle čl. 66 Ústavy České republiky vykonávají v takovýchto případech některé pravomoci prezidenta republiky předseda vlády a předseda Poslanecké sněmovny, resp. Senátu.

### Příklady interregna v dějinách
České království
- Pohusitské interregnum (1439–1453)

Osmanská říše
- Osmanské interregnum (1402–1413)

Svatá říše římská
- Interregnum (1257–1273)

nominálními vládci Richard Cornwallský (1257–1272) a Alfons Kastilský (1257–1284)
- Interregnum (1740–1742)

Poznámka: Marie Terezie, habsburská dědička a dcera císaře Karla VI. vládla v letech 1740–1745 svým rodovým državám jako arcivévodkyně rakouská a královna česká a uherská. Po roce 1745, kdy se její muž František Štěpán Lotrinský stal císařem, byla i císařovnou-manželkou, její skutečná moc však i poté vycházela z titulu vládkyně habsburských zemí.
Anglie
- Commonwealth a cromwellovský Protektorát (1649–1660)

z monarchického hlediska typické interregnum, fakticky však vláda existovala.
Skotské království
- První interregnum (1290–1292)

- Druhé interregnum (1296–1306)

Rusko
- Smuta (1598–1613)

období od vymření Rurikovců do nástupu Romanovců
- Ruské interregnum v roce 1825